# Междугранка
Междугра́нка — село в Белогорском районе Амурской области России. Входит в состав Васильевского сельсовета.

## География
Село Междугранка — спутник города Белогорск, административного центра района, находится вблизи левого берега реки Томь (левый приток Зеи), на расстоянии 4 км к востоку (вверх по левому берегу Томи) от села Васильевка, центра сельсовета.

## Население
| 2002 | 2010 | 2012 | 2013 | 2014 | 2015 | 2016 |
| ---- | ---- | ---- | ---- | ---- | ---- | ---- |
| 233  | ↗298 | ↗303 | ↗316 | ↗333 | ↘326 | ↗328 |
| 2017 | 2018 |      |      |      |      |      |
| ↗337 | ↗345 |      |      |      |      |      |

## Улицы
| - ул. Дачная, - ул. Заречная, - пер. Полевой, | - ул. Трудовая, - ул. Угловая, - ул. Юбилейная. |

## Экономика
Сельскохозяйственные предприятия Белогорского района.